# Kanton Barcillonnette
Der Kanton Barcillonnette war von 1791 bis 2015 ein französischer Wahlkreis im Arrondissement Gap, im Département Hautes-Alpes und der Region Provence-Alpes-Côte d’Azur. Er umfasste drei Gemeinden, sein Hauptort (frz.: chef-lieu) war Barcillonnette. Die landesweiten Änderungen in der Zusammensetzung der Kantone brachten im März 2015 seine Auflösung.

## Gemeinden
| Gemeinde       | Einwohner (Stand: 2022) | Code postal | Code Insee |
| -------------- | ----------------------- | ----------- | ---------- |
| Barcillonnette | 140                     | 05110       | 05013      |
| Esparron       | 56                      | 05110       | 05049      |
| Vitrolles      | 217                     | 05110       | 05184      |